# 臺中市大雅區大雅國民小學
臺中市大雅區大雅國民小學（簡稱大雅國小）為臺中市大雅區的一所國民小學。也是臺中市地區最早成立的國小之一。

## 校史
日治時期
- 1898年，台灣總督府於大雅永興宮創立「壩仔公學校」，當時學區包含了大雅、西大墩、林厝、四張犁，共有3街29庄。
- 1903年9月1日，創立「西大墩分教室」。
- 1904年4月1日，西大墩分教室獨立設校為「西大墩公學校」（今西屯國小）。8月13日，於北屯文昌廟創立「四張犁分教室」。
- 1905年2月1日，於永興宮前廣場（今大雅市場）興建校舍。
- 1909年5月4日，四張犁分教室獨立設校為「四張犁公學校」（今北屯國小）。
- 1921年5月19日，校名改為「大雅公學校」。
- 1929年11月22日，創設大雅男子青年團、大雅女子青年團。
- 1936年11月2日，新校址（今址）興建辦公室一間、校舍一間、教師宿舍六間，隨後遷入。
- 1937年10月28日，創設大雅少年赤十字團、愛國青少年團。
- 1938年5月6日，創設大雅庄聯合青年團。10月7日，於校園內建小型神社「遙拜殿」。
- 1939年9月1日，校園內增設相撲場。
- 1941年4月1日，校名改為「大雅國民學校」。
- 1945年7月14日，二戰期間在美國空軍轟炸下，炸毀北側教室約20間以及絕大部分之教育器材。

民國時期
- 1945年10月，因中華民國政府接收日本台灣總督府轄下領土，改稱「臺中縣大雅國民學校」。
- 1946年9月1日，創立「三和分班」，借用馬崗集會所上課。
- 1949年9月1日，創立「上楓分班」（今上楓國小），借用上楓集會所。
- 1950年8月1日，創立「員林分校」。
- 1955年9月1日，臺中縣政府指定為社會教育實驗學校。
- 1956年9月1日，三和分班升為「三和分校」。
- 1958年9月1日，三和分校獨立設校為「三和國民學校」（今三和國小），上楓分班改歸三和國校；創立「秀山分校」。
- 1959年9月1日，秀山分校獨立設校為「陽明國民學校」（今陽明國小）。
- 1961年9月1日，員林分校獨立設校為「大明國民學校」（今大明國小）。
- 1968年8月1日台灣實施九年國民教育，改為「臺中縣大雅鄉大雅國民小學」。
- 2002年5月19日，舊體育館（使用30年）拆除。
- 2004年2月19日，校友鄭明權捐贈新臺幣2500萬元以及中華民國教育部及臺中縣政府補助，一共新臺幣5000萬元，得以興建新式體育館。
- 2010年10月25日，因臺中市縣合併，更名為「臺中市大雅區大雅國民小學」。

## 歷任校長
日治時期
1. 戶版守正
2. 丸山德藏
3. 柏木寅之助
4. 北橋千代作
5. 石畑良右衛門
6. 本多季三郎
7. 本莊護
8. 原本宇吉
9. 椎田留次
10. 山口勝利
11. 織田得三
12. 深川彰
13. 加藤正次

民國時期
1. 張坤地
2. 黃水松
  1. (代理古水連)
3. 張耀鉎
4. 鄭慶禹
5. 張金曜
6. 紀忠男
7. 王碧義
8. 林丙
9. 范國樑
10. 林雅盛
11. 謝淵智
12. 黃夙瑜

## 學區
- 二和里（全里）
- 上雅里（全里）
- 大雅里（全里）
- 雅楓里（4至19鄰）
- 四德里（2至13鄰、18至23鄰
- 員林里（8至11鄰、30-31鄰）

## 外部連結
- 大雅國民小學 （页面存档备份，存于）